# Шпиталь
Шпита́́ль (від нім. Spital, лат. hospitale cubiculum), го́спіталь (через рос. госпиталь від нід. hospitaal, < лат. hospitale cubiculum) — лікувальний заклад, також військово-медичний заклад, який в мирних та військових умовах забезпечує діагностику та необхідне лікування військовослужбовців Міністерства оборони України, Державної прикордонної служби України, Служби безпеки України, Міністерства внутрішніх справ України, органів надзвичайних ситуацій та інших воєнізованих органів держави.
Також, це сучасна назва клінічних шпиталів для інвалідів війни та ветеранів війни, які діють при усіх обласних управліннях охорони здоров'я обласних державних адміністрацій та Київської міської державної адміністрації.
В офіційній юридичній практиці України, на теперішній час досі переважно закріпилася назва «госпіталь» основних військово-медичних закладів усіх воєнізованих відомств держави.
Більшість військових шпиталів-госпіталів України сконцентрована в підпорядкуванні Міністерства оборони України, де вони традиційно мають назву закладів охорони здоров'я Збройних Сил України. Класифікація (перелік) закладів охорони здоров'я Збройних Сил України затверджується наказом Міністра оборони України. Станом на квітень 2014 року діє наказ Міністра оборони України № 871 від 18.12.2013 р., де дані заклади розподіляються на лікарняні та амбулаторно-поліклінічні, заклади переливання крові, санаторно-курортні заклади, установи з проведення лабораторних та інструментальних досліджень і випробувань Держсанепідслужби та територіальні органи Держсанепідслужби, аптеки, медико-соціальні експертні комісії та бюро судово-медичної експертизи.
Розвинену систему шпиталів-госпіталів на території держави має Міністерство внутрішніх справ України, де наразі переважно лікуються поранені військовослужбовці Національної гвардії України. Ряд військових шпиталів-госпіталів підпорядковані Державній прикордонній службі України.

## Шпиталі-госпіталі України
- Головний військово-медичний госпіталь Міністерства оборони України
- Центральний клінічний госпіталь Державної прикордонної служби України
- Центральний госпіталь Служби безпеки України
- Центральний госпіталь Міністерства внутрішніх справ України
- Лікарня відновного лікування Міністерства внутрішніх справ України

На базі всіх центральних шпиталів-госпіталів діють медично-наукові кафедри Національного медичного університету імені О.Богомольця, а також структури для перепідготовки практикуючих медиків в рамках післядипломної освіти для Національної медичної академії післядипломної освіти імені П. Л. Шупика та усіх військових шпиталів-госпіталів України. Слухачі та військові медики відповідних кафедр здійснюють у військових відомчих шпиталях-госпіталях щорічно понад 1,5 тисяч хірургічних операцій та здійснюють лікування понад 4 тисяч військовослужбовців. У зв'язку з бойовими військовими антитерористичними діями, кількість операцій та медично-лікувальних заходів по медичній реабілітації поранених-травмованих військовослужбовців у всіх військових шпиталях-госпіталях наразі значно зросла.
- Київський міський клінічний госпіталь ветеранів війни
- Львівський обласний госпіталь інвалідів війни та репресованих імені Юрія Липи

## Цивільні медичні заклади для поранених військовослужбовців
У зв'язку з бойовими військовими антитерористичними діями на території держави та вичерпної заповненості військових шпиталів-госпіталів , 29 травня 2014 року Верховною Радою України прийнято Постанову №-4897 про оперативне нагальне лікування у Клінічній лікарні «Феофанія» Державного управління справами за рахунок державного бюджету поранених та травмованих військовослужбовців Збройних сил України.
Але, на відміну, від офіційних військових шпиталів-госпіталів, при яких діють вповноважені відомчі військово-лікарські експертні комісії та бюро судової військово-медичної експертизи, на які покладено функції встановлення ступеню втрати боєздатності пораненого військовослужбовця, статусу інваліда війни, зв'язку смерті військовослужбовця з кульовим пораненням при захисті Батьківщини, а отже і сукупності належних соціальних пільг учасника бойових дій та членів його родини, цивільні лікарські комісії Клінічної лікарні «Феофанія» не мають жодних необхідних законодавчих повноважень з цих важливих військово-медичних питань.
Згідно діючого наразі в Україні законодавства, встановлення належного соціального статусу і відповідних параметрів соціального захисту поранених/загиблих військовослужбовців та членів їхніх родин можливо виключно в умовах лікування (або судово-експертизного перебування) у відповідному відомчому військово-лікарняному шпиталі-госпіталі (чи їх спеціалізованих військово-експертних паталого-анатомічних відділеннях) та безумовного юридично-належного оформлення визначених документів, передбачених рішеннями лише офіційних воєнізованих органів держави, діяльність яких суворо регламентується виключно Законами України. Саме через означені надто вагомі юридичні обставини, воєнізовані органи держави наразі не направляють первинно поранених/травмованих учасників бойових дій до КЛ «Феофанія», хоча формально-законодавчі обмеження для цього повністю відсутні. Вирішення наявної суттєвої юридичної колізії можливе лише в разі законодавчого надання Лікарській експертній комісії КЛ «Феофанія» відповідного статусу, який наразі наявний лише у спеціалізованих військових лікарських комісій Міністерства оборони, Міністерства внутрішніх справ, Служби безпеки та Державної прикордонної служби України.
Зараз військово-медичні заклади держави направляють до КЛ «Феофанія» на медичну реабілітацію військовослужбовців, які мають офіційно встановлений соціально-військовий статус учасника бойових дій.

## Військова медицина в шпиталях
Військова медицина займається вивченням та практичним лікуванням військовослужбовців, які здійснюють законодавчу військову службу в мирний час а також під час реальних військових дій чи військових навчань. До найважливіших розділів відносяться оперативне лікування вогнестрільних поранень, опромінення внаслідок вибуху ядерного заряду чи ліквідації катастроф на ядерних спорудах, інфекційні, харчові та хімічні отруєння та інші. Важливим напрямком є вивчення та розробка принципів визначення медичної та психологічної придатності особи до проходження військової служби в мирних та військових умовах, а також експертне визначення втрати здоров'я внаслідок бойових дій або проходження військової служби в мирний час і встановленні відповідної групи інвалідності, експертне визначення військово-лікарськими комісіями воєнізованих відомств зв'язку смерті військовослужбовця з вогнестрільним пораненням при захисті Батьківщини. Спеціальний розділ військової медицини присвячений організації лікувального процесу на різних стадіях евакуації поранених та загиблих військовослужбовців, медичному сортуванню хворих військовослужбовців під час військових навчань чи реальних бойових дій, який визначається категоріально як — організація та тактика медичної служби в цивільних та військових умовах.
Найважливішими напрямками військової медицини у військових шпиталях-госпіталях є: військово-польова хірургія, військова гігієна, військова токсикологія та радіологія, військова епідеміологія, організація та тактика медичної служби, управління повсякчасною діяльністю медичної служби.

## Галерея

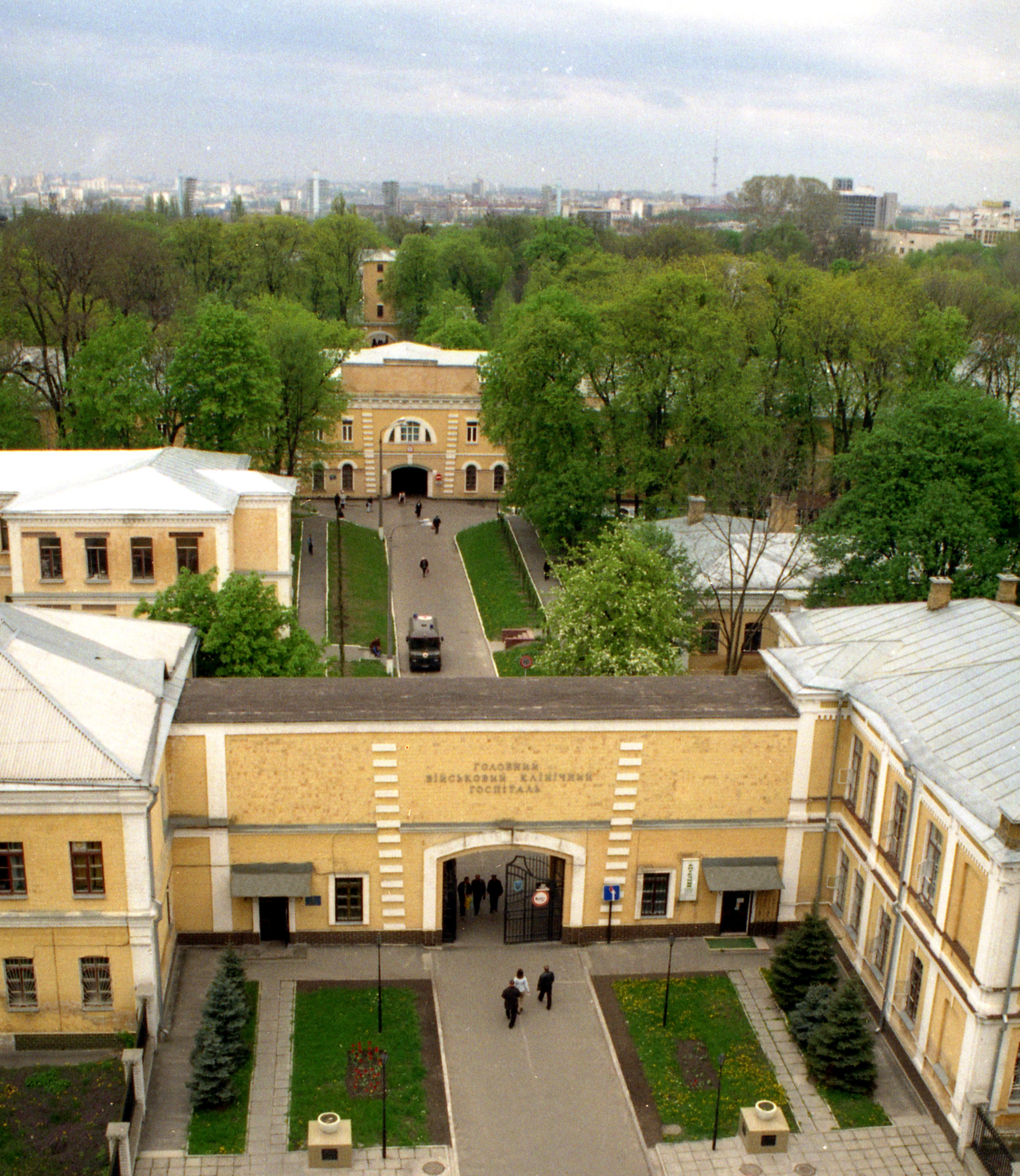
Центральний військовий шпиталь у Києві
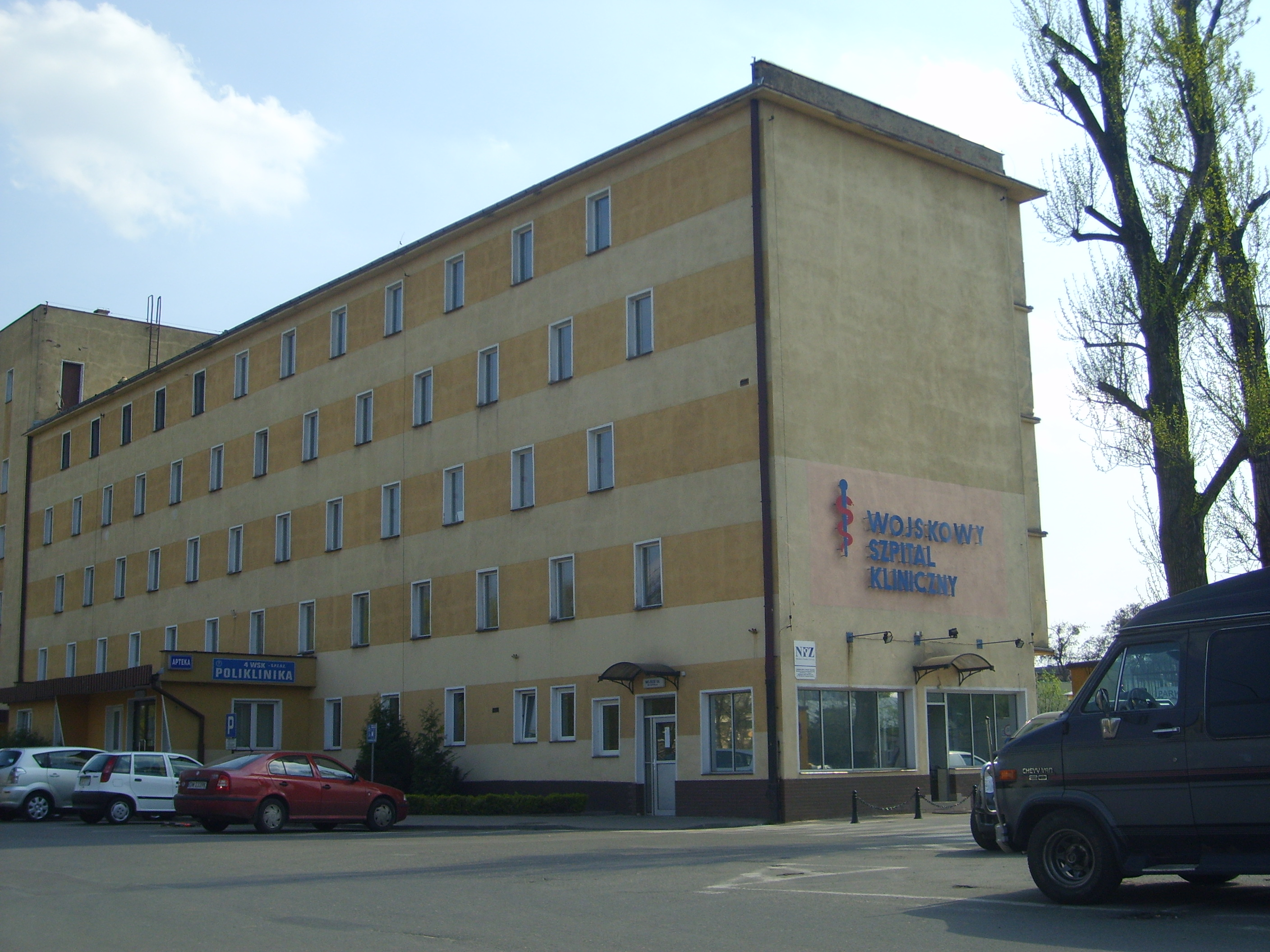
Військовий клінічний шпиталь у Вроцлаві
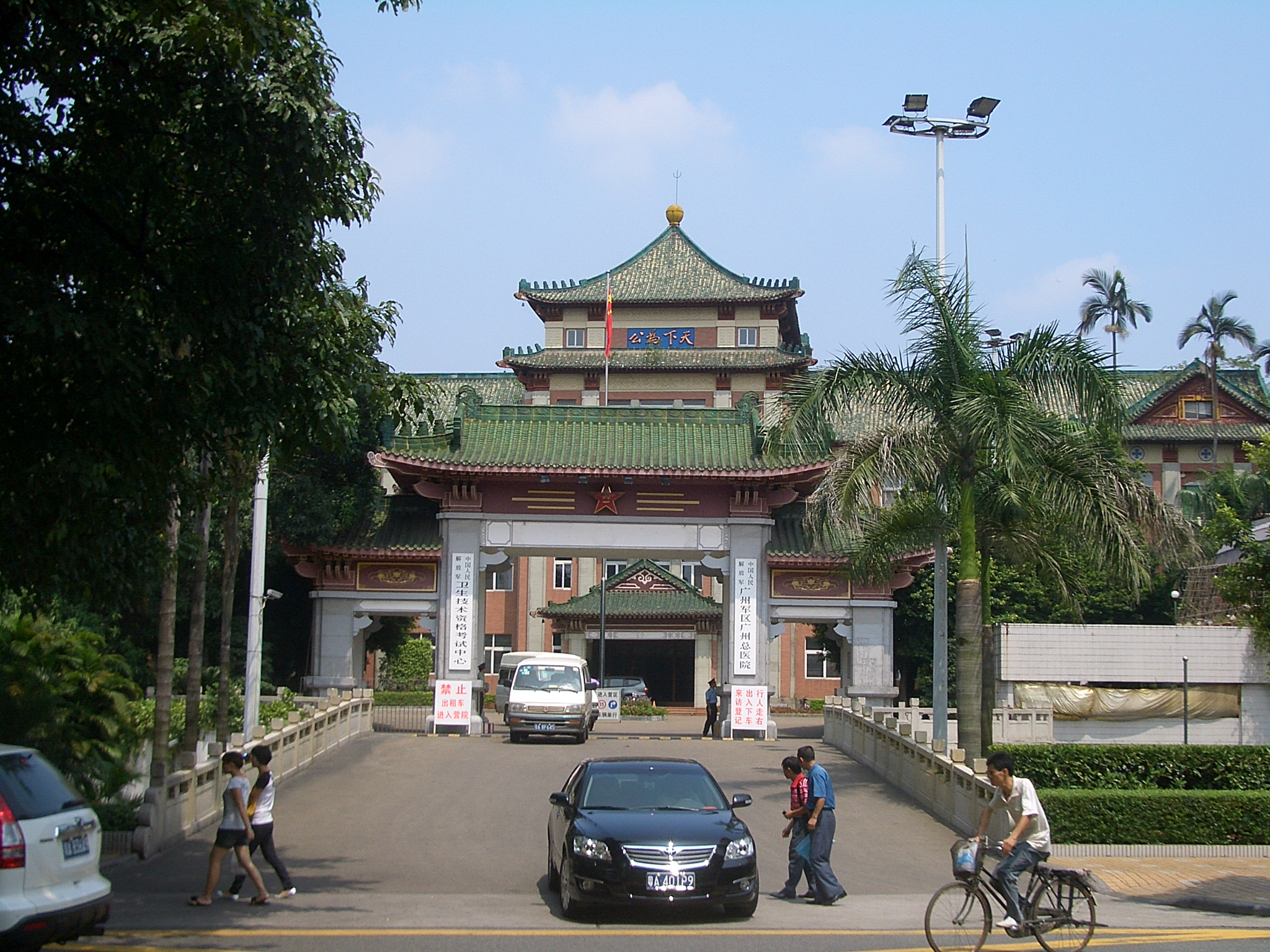
Військовий клінічний шпиталь Гуанчжоу (Китай)
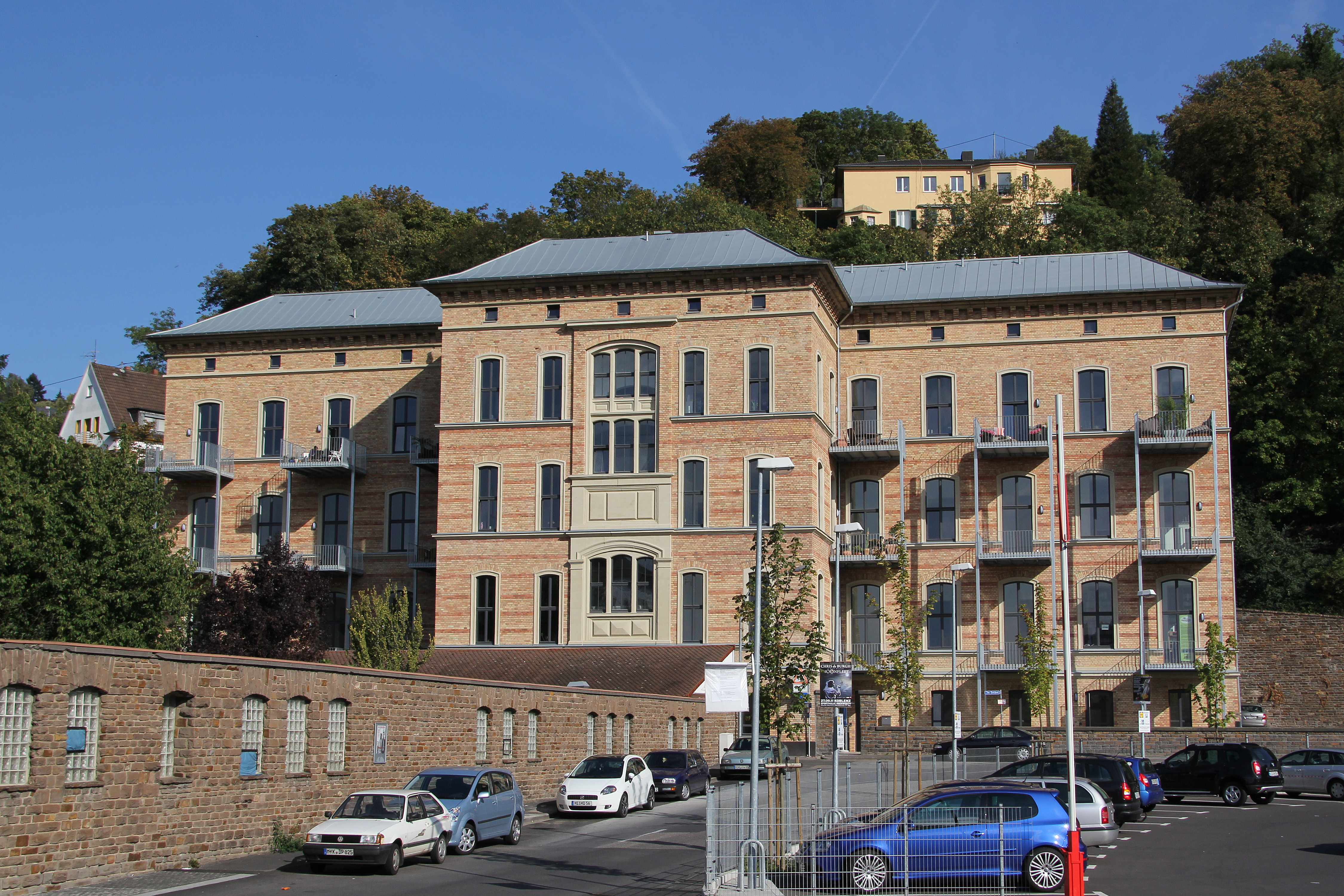
Військовий шпиталь у Кобленці (Німеччина)